# La Chanson de l'éléphant (film, 2014)
Cet article concerne le film de Charles Binamé. Pour le film de Gô Rijû, voir La Chanson de l'éléphant.
Pour plus de détails, voir Fiche technique et Distribution.
La Chanson de l'éléphant (Elephant Song) est un thriller canadien réalisé par Charles Binamé, sorti en 2014. 

## Synopsis
Un psychiatre enquête sur la disparition de l'un de ses collègues en interrogeant la dernière personne à l'avoir vu, un patient traumatisé.

## Fiche technique
- Titre original : Elephant Song
- Titre français : La Chanson de l'éléphant
- Réalisation : Charles Binamé
- Scénario : Nicolas Billon, d'après sa pièce de théâtre
- Musique : Patrice Dubuc et Gaëtan Gravel
- Direction artistique : Danielle Labrie
- Décors : Chantel Carter
- Costumes : Ginette Magny
- Maquillage : Nicole Lapierre
- Coiffure : Réjean Goderre
- Photographie : Pierre Gill
- Son : Claude La Haye, Claude Beaugrand, Luc Boudrias, Patrick Lalonde
- Montage : Dominique Fortin
- Production : Lenny Jo Goudreau et Richard Goudreau
- Société de production : Melenny Productions
- Sociétés de distribution : Les Films Séville, KMBO (France)
- Budget : 7 millions de dollars[1]
- Pays d’origine :  Canada
- Langue originale : anglais/français
- Format : couleur
- Genre : drame psychologique
- Durée : 110 minutes
- Dates de sortie : 
  - Canada : 10 septembre 2014 (Festival international du film de Toronto)
  - Québec : 20 février 2015
  - Belgique : 25 avril 2015 (Festival international du film policier de Liège)
  - France : 25 novembre 2015 (Chéries-Chéris, festival du film lesbien, gay, bi, trans, queer et ++++ de Paris) ; 3 août 2016 (nationale)

## Distribution
- Bruce Greenwood (VQ : Pierre Auger) : Dr Toby Green
- Xavier Dolan (VQ : Lui-même) : Michael Aleen
- Catherine Keener (VQ : Pascale Montreuil) : Susan Peterson, l'infirmière en chef
- Carrie-Anne Moss (VQ : Valérie Gagné) : Olivia
- Guy Nadon : Dr Craig Jones
- Colm Feore (VQ : Jacques Lavallée) : Dr James Lawrence
- Gianna Corbisiero : Florence Da Costa
- Cindy Sampson (VQ : Camille Cyr-Desmarais) : Christelle
- Larry Day : sergent Taylor
- Melody Godin-Cormier (VQ : Marguerite D'Amour) : Amy Greene
- Mark Donker : Jakobus Aleen
- Matt Holland (VQ : François Trudel) : Bruce
- Enrique Pérez Mesa : Marcus
- Ethan Bolduc : Michael, 5 ans
- Germano Santana : Michael, 7 ans

 Source et légende : version québécoise (VQ) sur Doublage.qc.ca

## Accueil
Le film reçoit un accueil mitigé. Laurent Gariépy de Cinémaniak déplore la mise en scène académique de Charles Binamé, mais louange la qualité d'interprétation de son trio d'acteurs principaux. 